# Partij Sleutelstad
Partij Sleutelstad is een lokale partij in de Nederlandse stad Leiden. De partij is opgericht in 2009.
Bij de gemeenteraadsverkiezingen van 2018 kreeg de partij voor het eerst zetels in de raad. In augustus 2020 ging een van de twee zetels echter verloren toen een raadslid zelfstandig verder ging onder naam Leiden Participeert.
De verkiezingen van 2022 leverden de partij drie zetels op. Thijs Vos, Famke Güler en Maarten Kersten werden raadslid.

## Verkiezingsuitslagen
| Verkiezingsjaar | Lijsttrekker      | Aantal stemmen | % van de stemmers | Aantal behaalde zetels | Coalitie/Oppositie |
| --------------- | ----------------- | -------------- | ----------------- | ---------------------- | ------------------ |
| 2010            | Anandkoemar Jitan | 318            | 0,68              | 0 / 39                 | Niet verkozen      |
| 2014            | Mieke Siwpersad   | 533            | 0,97              | 0 / 39                 | Niet verkozen      |
| 2018            | Maarten Kersten   | 3.276          | 5,77              | 2 / 39                 | Oppositie          |
| 2022            | Thijs Vos         | 4.313          | 7,84              | 3 / 39                 | Oppositie          |